# Lluís Gonzaga de Llança i Bobadilla
Lluís Gonzaga de Llança i Bobadilla   (Saragossa, 1884 - Sant Sebastià, 1971) fou un aristòcrata i polític català, duc de Solferino.

## Biografia
A la mort el seu pare Manuel Maria de Llança i Pignatelli d'Aragona (1858-1927), assolí els títols de duc de Solferino i marquès de Coscojuela de Fantova.
El 7 d'abril del 1913, es casà a la basílica de la Mercè de Barcelona amb Maria Dolors Albert i Despujol, filla del baró de Terrades.
Era propietari del castell de Gotmar i tenia moltes terres a l'Alt Aragó. Milità en el carlisme jaumista, partit amb el qual el 1913 fou elegit regidor de l'ajuntament de Barcelona.
Era un important soci de l'Institut Agrícola Català de Sant Isidre i de la Cambra Oficial de la Propietat. El seu palau fou expropiat per la conselleria de Cultura de la Generalitat de Catalunya el 19 de juliol de 1936 per tal d'instal·lar-hi una escola.